# 克萊馬克斯 (明尼蘇達州)
克萊馬克斯（英語：Climax）是一個位於美國明尼蘇達州波爾克縣的城市。

## 人口
根據2020年美國人口普查的數據，克萊馬克斯的面積為2.43平方千米，皆為陸地。當地共有人口243人，而人口密度為每平方千米100人。